# Tour de l'Avenir 1998
Le Tour de l'Avenir 1998, 35e édition de cette course cycliste française, a eu lieu du 3 au 12 septembre. Il a été remporté par le Français Christophe Rinero.

## Participation
20 équipes de 6 coureurs participent à ce Tour de l'Avenir :
- 9 groupes sportifs : Cofidis, BigMat-Auber 93, Post Swiss Team, Euskaltel-Euskadi, La Française des jeux, Vlaanderen 2002, Crédit agricole, Amore & Vita, Mercury ;
- 7 équipes nationales : France, Autriche, Belgique, Grande-Bretagne, Pays-Bas, Luxembourg-Allemagne (équipe mixte), Ukraine ;
- 1 équipe régionale : Bretagne ;
- 3 clubs : Vendée U, CC Étupes, Jean Floc'h-Mantes.

## Résultats et classements

### Étapes
| Étape     | Date         | Ville départ             | Ville arrivée              | km    | Vainqueur               | Maillot Jaune           |
| --------- | ------------ | ------------------------ | -------------------------- | ----- | ----------------------- | ----------------------- |
| Prologue  | 3 septembre  | Argentré-du-Plessis      | Argentré-du-Plessis        | 8,2   | David Millar (GBR)      | David Millar (GBR)      |
| 1re étape | 4 septembre  | Argentré-du-Plessis      | Vimoutiers                 | 189,5 | Leif Hoste (BEL)        | Leif Hoste (BEL)        |
| 2e étape  | 5 septembre  | Vimoutiers               | Bonneval                   | 162,5 | Peter Wuyts (BEL)       | Peter Wuyts (BEL)       |
| 3e étape  | 6 septembre  | Bonneval                 | Salbris                    | 156   | Jay Sweet (AUS)         | Peter Wuyts (BEL)       |
| 4e étape  | 7 septembre  | Salbris                  | Château-Chinon             | 209   | Anthony Langella (FRA)  | Peter Wuyts (BEL)       |
| 5e étape  | 8 septembre  | Château-Chinon           | Pontarlier                 | 219,5 | Benoît Joachim (LUX)    | Peter Wuyts (BEL)       |
| 6e étape  | 9 septembre  | Malbuisson               | Pontarlier                 | 28    | David Millar (GBR)      | Anthony Langella (FRA)  |
| 7e étape  | 10 septembre | Bellegarde-sur-Valserine | Chambéry                   | 172,5 | Christophe Rinero (FRA) | Daniel Schnider (SUI)   |
| 8e étape  | 11 septembre | Chambéry                 | Saint-Pierre-de-Chartreuse | 177   | Txema del Olmo (ESP)    | Joseba Beloki (ESP)     |
| 9e étape  | 12 septembre | La Terrasse              | Courchevel                 | 149   | Christophe Rinero (FRA) | Christophe Rinero (FRA) |

### Classement général
|    | Cycliste          | Pays     | Équipe            |    | Temps            |
| -- | ----------------- | -------- | ----------------- | -- | ---------------- |
| 1  | Christophe Rinero | France   | Cofidis           | en | 38 h 47 min 42 s |
| 2  | Txema del Olmo    | Espagne  | Euskaltel-Euskadi | +  | 5 min 59 s       |
| 3  | Thierry Loder     | France   | France            |    | 8 min 29 s       |
| 4  | Thomas Muhlbacher | Autriche | Autriche          |    | 14 min 20 s      |
| 5  | Joseba Beloki     | Espagne  | Euskaltel-Euskadi |    | 16 min 38 s      |
| 6  | Peter Wuyts       | Belgique | Vlaanderen 2002   |    | 16 min 57 s      |
| 7  | Bram de Groot     | Pays-Bas | Pays-Bas          |    | 24 min 01 s      |
| 8  | Matthias Buxhofer | Autriche | Autriche          |    | 31 min 40 s      |
| 9  | Tom Stremersch    | Belgique | Vlaanderen 2002   |    | 32 min 48 s      |
| 10 | Haimar Zubeldia   | Espagne  | Euskaltel-Euskadi |    | 35 min 47 s      |

### Classements annexes
|   | Cycliste          | Pays     | Équipe          | Points |
| - | ----------------- | -------- | --------------- | ------ |
| 1 | Peter Wuyts       | Belgique | Vlaanderen 2002 |        |
| 2 | Christophe Rinero | France   | Cofidis         |        |
| 3 | Janek Tombak      | Estonie  | Cofidis         |        |

|   | Cycliste          | Pays    | Équipe            | Points |
| - | ----------------- | ------- | ----------------- | ------ |
| 1 | Joseba Beloki     | Espagne | Euskaltel-Euskadi |        |
| 2 | Txema del Olmo    | Espagne | Euskaltel-Euskadi |        |
| 3 | Christophe Rinero | France  | Cofidis           |        |

#### Classement par équipes
|   | Équipe            | Pays     | Temps      |
| - | ----------------- | -------- | ---------- |
| 1 | Euskaltel-Euskadi | Espagne  | en h min s |
| 2 | Vlaanderen 2002   | Belgique | + min s    |
| 3 | France            | France   | + min s    |